# LP1 (album de Joss Stone)
Pour les articles homonymes, voir LP1.
Albums de Joss Stone
Colour Me Free!
(2009) SuperHeavy
(2011)
Singles
1. "Somehow"
Sortie : 24 juin 2011
2. "Karma"
Sortie : 27 septembre 2011

LP1 est le cinquième album studio de Joss Stone. Il est sorti aux États-Unis le 26 juillet 2011. Cet album a été enregistré en six jours à Nashville avec la collaboration de Dave Stewart, ancien membre d'Eurythmics, qui a également coproduit l'album.
Le premier single s'intitule Somehow et est disponible en téléchargement légal depuis le 17 juin 2011. L'album contient 10 titres tous coécrits avec Dave Stewart. Martina McBride, célèbre chanteuse de country a participé à l'écriture du titre "Karma".

## Liste des titres
| No  | Titre                       | Auteur                                                     | Durée |
| --- | --------------------------- | ---------------------------------------------------------- | ----- |
| 1.  | Newborn                     | Joss Stone, David A. Stewart, Wendy Joseph                 | 3:43  |
| 2.  | Karma                       | Stone, Stewart, Martina McBride, Brad Warren, Brett Warren | 3:54  |
| 3.  | Don't Start Lying to Me Now | Stone, Chris Stapleton, Melissa Peirce                     | 4:08  |
| 4.  | Last One to Know            | Stone, Stewart                                             | 4:52  |
| 5.  | Drive All Night             | Stone, Eg White                                            | 5:07  |
| 6.  | Cry Myself to Sleep         | Stone, Stewart                                             | 3:51  |
| 7.  | Somehow                     | Stone, Stewart                                             | 3:04  |
| 8.  | Landlord                    | Stone, Stewart                                             | 3:57  |
| 9.  | Boat Yard                   | Stone                                                      | 5:02  |
| 10. | Take Good Care              | Stone, Paul Conroy                                         | 2:29  |

| 11. | Picnic for Two (featuring Dave Stewart) | 4:14 |
| 12. | Cutting the Breeze                      | 3:39 |

| 11. | The Sound | 3:29 |

## Classements
| Classement / pays (2011)      | Meilleure position |
| ----------------------------- | ------------------ |
| Australie                     | 58                 |
| Autriche                      | 15                 |
| Région flamande - Ultratop 50 | 12                 |
| Région wallonne - Ultratop 50 | 39                 |
| Canadian Albums Chart         | 15                 |
| Danemark                      | 38                 |
| Pays-Bas                      | 6                  |
| France                        | 46                 |
| Allemagne                     | 5                  |
| Italie                        | 80                 |
| Japon                         | 182                |
| Portugal                      | 30                 |
| Suisse                        | 2                  |
| UK Albums Chart               | 36                 |
| Billboard 200                 | 9                  |
| Top R&B/Hip-Hop Albums        | 3                  |

## Dates de sortie
| Pays             | Date            | Label                            |
| ---------------- | --------------- | -------------------------------- |
| Portugal         | 21 juillet 2011 | Stone'd Records, Surfdog Records |
| Belgique         | 22 juillet 2011 | Stone'd Records, Surfdog Records |
| Allemagne        | 22 juillet 2011 | Stone'd Records, Surfdog Records |
| Pays-Bas         | 22 juillet 2011 | Stone'd Records, Surfdog Records |
| Danemark         | 25 juillet 2011 | Stone'd Records, Surfdog Records |
| Finlande         | 25 juillet 2011 | Stone'd Records, Surfdog Records |
| France           | 25 juillet 2011 | Stone'd Records, Surfdog Records |
| Norvège          | 25 juillet 2011 | Stone'd Records, Surfdog Records |
| Suède            | 25 juillet 2011 | Stone'd Records, Surfdog Records |
| Royaume-Uni      | 25 juillet 2011 | Stone'd Records, Surfdog Records |
| Canada           | 26 juillet 2011 | Stone'd Records, Surfdog Records |
| Chine            | 26 juillet 2011 | Stone'd Records, Surfdog Records |
| Hong Kong        | 26 juillet 2011 | Stone'd Records, Surfdog Records |
| Italie           | 26 juillet 2011 | Stone'd Records, Surfdog Records |
| Nouvelle-Zélande | 26 juillet 2011 | Stone'd Records, Surfdog Records |
| États-Unis       | 26 juillet 2011 | Stone'd Records, Surfdog Records |
| Australie        | 29 juillet 2011 | Stone'd Records, Surfdog Records |
| Japon            | 24 août 2011    | Victor Entertainment             |